# Charlotte Perriand

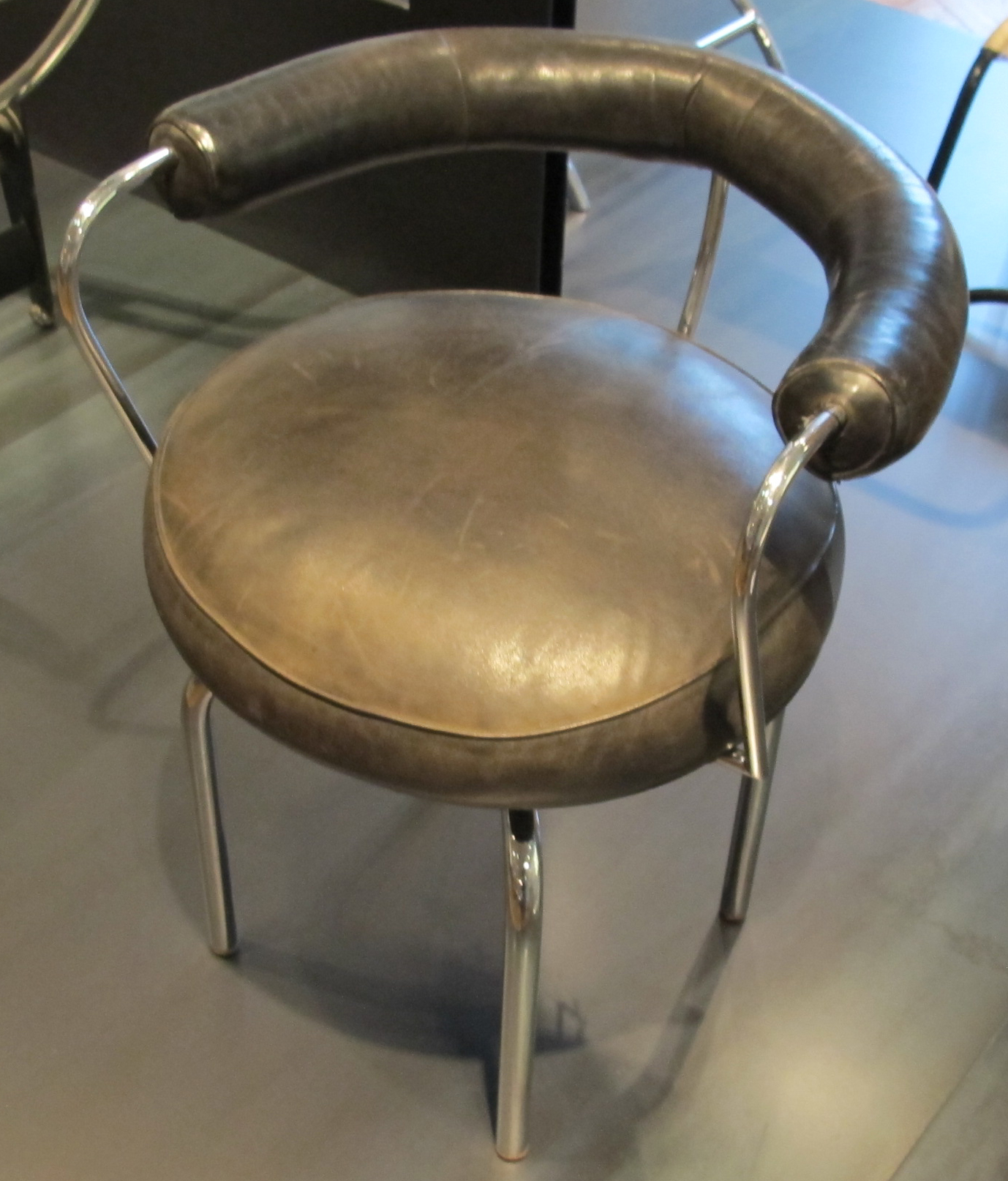
Siège pivotant (1927), Musée des Arts Décoratifs, Paris

Charlotte Perriand (Parigi, 24 ottobre 1903 – Parigi, 27 ottobre 1999) è stata un'architetta e designer francese.

## Biografia
Charlotte Perriand ebbe una vita lunga e densa di attività e può essere indicata fra i fondatori del design contemporaneo.
Dopo un periodo di studio all'Ecole de l'Union Centrale des Arts Décoratifs a Parigi ebbe alcune esperienze nel campo del disegno dei mobili e dell'arredamento, esponendo al Salon d'Automne. Nel 1927 inizia una collaborazione con Le Corbusier, durata in maniera continua fino al 1937. Nello studio del grande architetto realizzerà, insieme a lui e a Pierre Jeanneret, alcuni mobili entrati nella storia del design. Inoltre ebbe incarichi nello studio relativi al progetto di molti arredi degli edifici progettati. Nel 1930 intraprese un lungo viaggio in Unione Sovietica, che la mise in contatto con l'ambiente fertile di idee del costruttivismo russo. Nel fu una delle poche donne a partecipare al IV CIAM ad Atene.
Nel 1940, mentre la Germania stava invadendo la Francia, Charlotte si imbarcò per il Giappone, dove era stata invitata a tenere un seminario sul nuovo design. Vi ebbe occasione di realizzare prototipi con un gruppo di studenti e, successivamente, un'importante esposizione. Dopo l'entrata in guerra del Giappone con gli Stati Uniti, ella fu segregata. Con avventurose vicende, raccontate nella sua autobiografia, riuscì a sopravvivere alla catastrofica guerra e ritornò in Francia nel 1946, con il nuovo marito e la figlia avuta in quegli anni.

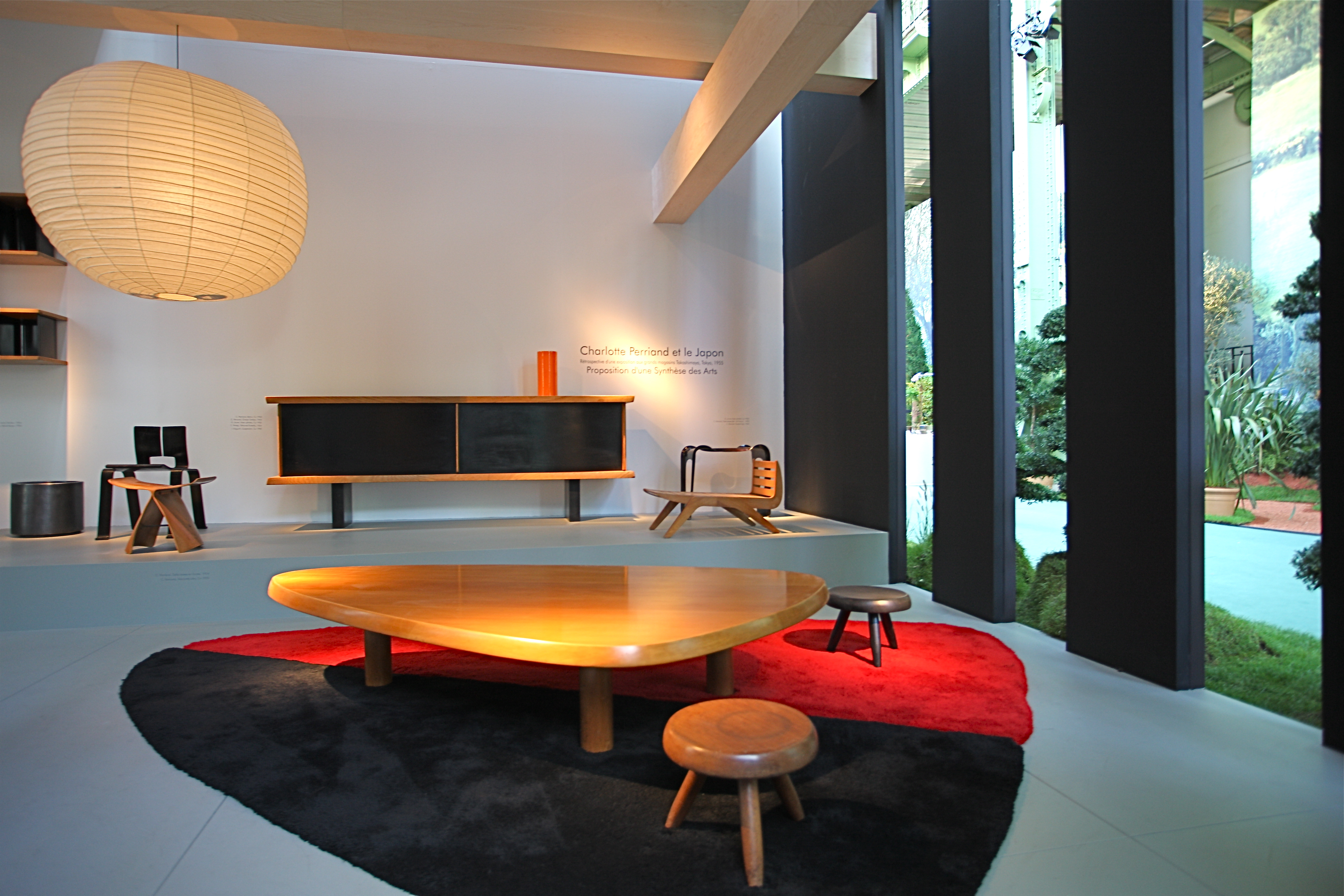
Charlotte Perriand, "table et chaises", Grand Palais, 2008

La vita professionale riprese con nuove collaborazioni. Oltre al rapporto con Le Corbusier, con cui collaborò ai progetti dell'Unità di Abitazione di Marsiglia, ebbe esperienze con il pittore Fernand Léger, con Jean Prouvé, con Lúcio Costa ed altri importanti architetti. Tra l'altro, fu particolarmente impegnata nella realizzazione di stazioni sciistiche in Alta Savoia.
Nell'ultima parte della vita rallentò l'attività ma mantenne sempre aperto il suo atelier. Ricevette molteplici onorificenze e le furono dedicate diverse mostre retrospettive. Morì all'età di 96 anni a Parigi nel 1999.

## Disegno industriale

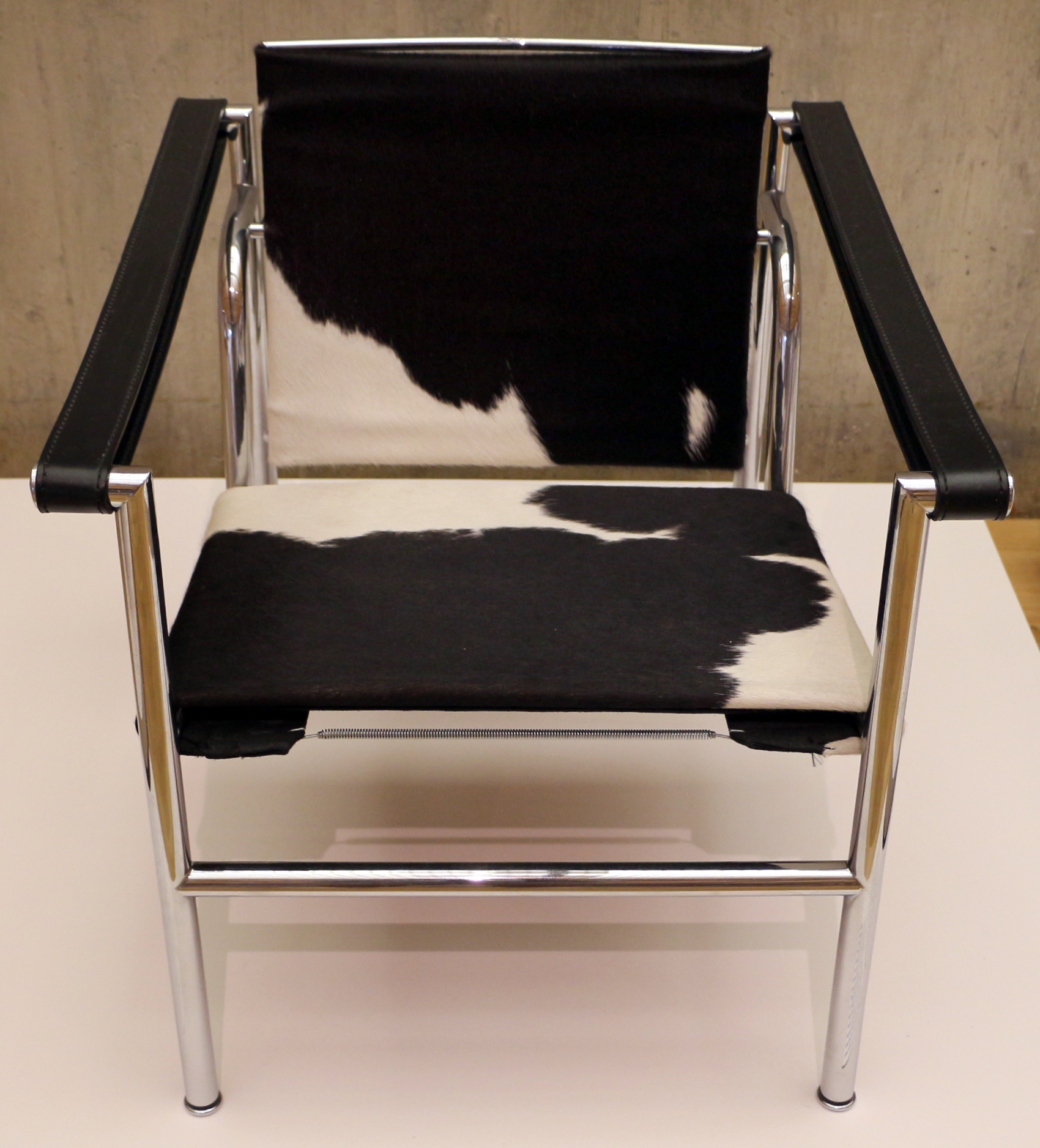
Le Corbusier, Jeanneret, Perriand, sedia basculante modello B301, 1928. Museo Calouste Gulbenkian

- 1927 Mobili per il proprio appartamento a Parigi, tra cui il tavolo con piano estensibile, oggi in produzione.
- 1928 - 1929 Serie di mobili (Equipement intérieur d'une habitation) presentati al Salon d'Automne del 1929 (con Le Corbusier e Pierre Jeanneret); questi modelli diverranno un oggetto cult ancora oggi è in produzione. Si rammentano i seguenti:
  - la poltrona Grand Confort, nelle versioni peitit modèle e grand modèle, struttura in tubolare e seduta imbottita, prodotta dal 1928 da Thonet;
  - la sedia con schienale basculante, struttura in tubolare e seduta in pelle, prodotta dal 1928 da Thonet;
  - la celeberrima chaise longue a regolazione continua, struttura in tubolare e seduta in pelle, prodotta dal 1928 da Thonet;
  - la sedia girevole, 1929;
  - il tavolo in tubolare d'aviazione a sezione ovoidale 1929;
  - gli armadi e mobili in a struttura acciaio, casiers modulés, che migliorano quelli progettati dal solo Le Corbusier nel 1925 per il padiglione dell'Esprit Nouveau.
- 1934 Tavolo in marmo posato su piedi d'acciaio (con Le Corbusier e Pierre Jeanneret), ancora in produzione;
- 1935 Divano Canapè, struttura in tubolare e seduta imbottita, (con Le Corbusier e Pierre Jeanneret), ancora in produzione.
- 1953 Sistema modulare con sedute e piani, oggi in produzione.
- 1954 Sedia in compensato impilabile "ombra", oggi in produzione.
- 1954 Mobile/libreria di separazione in legno e alluminio.
- 1955-1955 Contribuisce alla fondazione e realizza diversi mobili in esclusiva, con Jean Prouvé, per la Galerie Steph Simon, situata nel quartiere di Saint-Germain-des-Prés di Parigi.

## Architettura, interni e allestimenti
- 1929-1937 Partecipa alla realizzazione di progetti ed in particolare ai mobili di molti progetti di Le Corbusier. Si ricordano:
  - 1929-1932 la Cité de Refuge (città rifugio) di Le Corbusier, dormitori realizzati per l'Esercito della Salvezza a Parigi;
  - 1930-1932 il Padiglione Svizzero, nella città universitaria di Parigi.
- 1938 Bivacco nel Mont Joly in Alta Savoia.
- 1940 Esposizione "tradition, sélection, création" ai grandi magazzini Takashimaya di Tokyo.
- 1947 Partecipa al progetto dell'Ospedale di Saint Lô di Paul Nelson con la collaborazione di Fernand Léger.
- 1950 Prototipo di cucina per l'Unità di Abitazione di Marsiglia di Le Corbusier.
- 1951 Allestimento della sezione francese alla Triennale di Milano.
- 1955 Esposizione "Synthèse des Arts" a Tokyo.
- 1959 Interni della Maison du Brésil, nella città universitaria di Parigi, con Le Corbusier e Lúcio Costa, progettisti dell'edificio.
- 1960 Progetto dell'Ufficio del Turismo Francese a Londra, (Piccadilly), in collaborazione con Ernő Goldfinger.
- 1962 Stazione sciistica, che avrà un lungo iter e diverse fasi realizzative (Arc 1600, 1962; Arc 1800 1975 e Arc 2000), a Les Arcs in Savoia.
- 1959-1970 Rifacimento degli interni (sale e aula delle assemblee) del Palazzo delle Nazioni Unite (ONU) a Ginevra
- 1964 Sede dell'Air France a Tokyo.
- 1964 Proprio atelier a Parigi.
- 1970 Proprio appartamento a Parigi.
- 1985 Allestimento della propria retrospettiva al Musée des Arts-Décoratifs di Parigi.